# Portál veřejné správy
Portál veřejné správy je informační systém veřejné správy zajišťující přístup k informacím veřejných orgánů a komunikaci s veřejnými orgány. Správcem portálu je Digitální a informační agentura (DIA). Portál je zřízený podle hlavy IV zákona o informačních systémech veřejné správy.

## Poskytované služby
Portál veřejné správy popisuje životní události z oblasti
- Narození dítěte
- Změna trvalého pobytu
- Uzavření manželství
- Úmrtí
- Pořízení silničního vozidla
- Ztráta zaměstnání
- Ztráta dokladů
- Onemocnění

Popisy služeb veřejné správy jsou z oblasti
- Bezpečnost a ochrana
- Bydlení, vlastnictví a výstavba
- Cestování a Češi v zahraničí
- Daně a finance
- Digitální komunikace, informační služby
- Doklady a oprávnění
- Doprava
- Důchody, výsluhy a odškodnění
- Kultura a média
- Narození, úmrtí, manželství a partnerství
- Oblasti podnikání
- Podnikání, firmy a státní podniky
- Pro cizince
- Práce a nezaměstnanost
- Průmysl a obchod
- Rejstříky, katastry, evidence, výpisy
- Sdružení, spolky, církve a dobrovolnictví
- Sociální služby a sociální pomoc
- Soudy a spravedlnost
- Sport a volný čas
- Těhotenství, péče o dítě a rodičovství
- Volby, politické strany a hnutí
- Vzdělávání, věda a výzkum
- Zdraví a zdravotní služby
- Zdroje energie, těžba, nerosty, drahé kovy
- Zemědělství, lesy, potraviny a zvířata
- Životní prostředí a příroda

Portál dále v sekci Portál občana zajišťuje komunikaci s veřejnými orgány, přístup k informacím osob (formuláře) a součinnost při ověřování platnosti veřejných listin a certifikátů.

## Historie
10/2003
Spuštění Portálu veřejné správy
12/2012
Ukončení transakční části PVS, transakční část Portálu byla nahrazena informačním systémem Datových schránek